# Etoprofòs
L'etoprofòs és un compost organofosforat inhibidor d'acetilcolinesterases que s'utilitza preferentment com a insecticida.